# اورلتسکویه
اورلتسکویه (به لاتین: Orletskoye) یک منطقهٔ مسکونی در روسیه است که در استان آمور واقع شده‌است.